# Pang De
En aquest nom xinès, el cognom és Pang.
Pang De (mort el 219 EC) va ser un general militar durant el període de la tardana Dinastia Han Oriental de la història xinesa.
Ell va servir a diferents senyors de la guerra durant la seva vida, incloent a la cort imperial de la Dinastia Han sota l'Emperador Ling, com ara: les forces de la Província de Liang dirigides per Han Sui i Ma Teng; el senyor de la guerra de Hanzhong, Zhang Lu; i el senyor de la guerra i canceller Cao Cao. Tot i unir-se a la força de Cao molt més tard que la majoria dels seus companys, Pang va destacar per la seva lleialtat quan es va negar a rendir-se davant l'enemic a la batalla de Fancheng.